# Peter Clodt von Jürgensburg

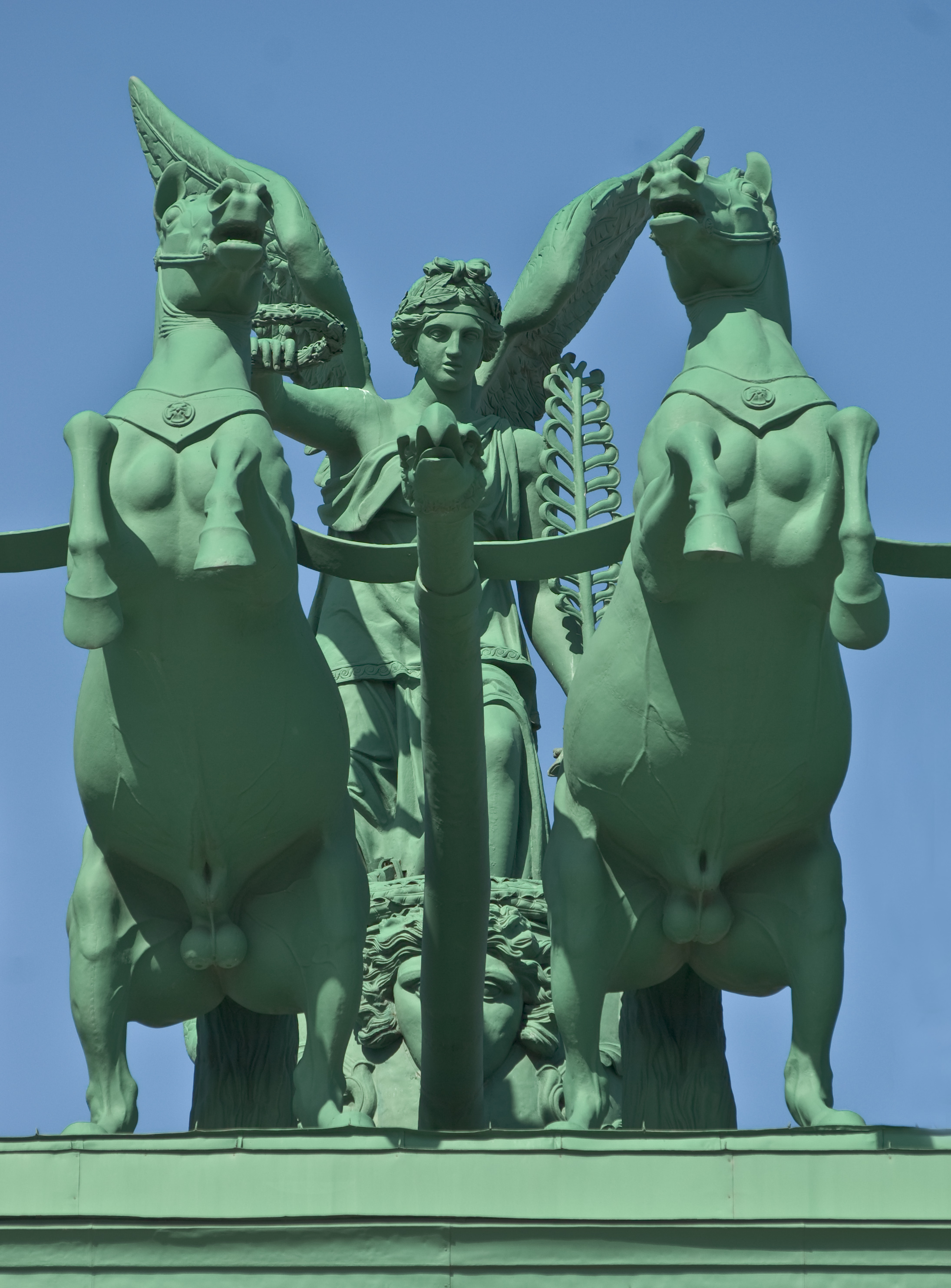
Detall de les escultures de l'Arc de Triomf de Narva.

El baron Peter Clodt von Jürgensburg, també conegut amb el nom rus de Piotr Kárlovich Klodt (en rus: Пётр Карлович Клодт) (Sant Petersburg, 8 de juny de 1805 - Gran Ducat de Finlàndia, 20 de novembre 1867), va ser escultor del tsar Nicolau I de Rússia.

## Biografia
Descendent d'una família aristocràtica germanobàltica, Klodt va començar la seva carrera com a oficial d'artilleria. També va ser al mateix temps un escultor aficionat, que va prendre cursos a l'Acadèmia Imperial de les Arts, on el seu talent de representar cavalls, finalment li va valer el grau d'acadèmic i l'elogi del tsar. Segons la llegenda, Nicolás I li havia dit que «els seus cavalls eren més bells que els millors sementals.»
Les escultures més cèlebres de Klodt —Els Dresseurs de chevaux— es van instal·lar  al pont Anítxkov el 1851. També és l'autor de l'estàtua de bronze d'Iván Krylov al Jardí d'Estiu (1848-1855), el primer monument erigit a la memòria d'un poeta en tot l'Imperi Rus. Klodt va realitzar en col·laboració amb Vasili Demuth-Malinovski, l'estàtua de sant Vladímir a Kíev i les estàtues de l'Arc del Triomf de Narva a Sant Petersburg. També va esculpir la quadriga de damunt del pòrtic del Teatre Bolxoi de Moscou.
L'última obra d'importància de Klodt va ser un homenatge pòstum al seu protector, l'estàtua del monument de Nicolau I de Rússia a la Plaça de Sant Isaac a Sant Petersburg, que té la particularitat de ser la primera estàtua eqüestre del món amb només dos punts de suport a les potes de darrere del cavall.
Klodt va morir a la seva finca de Finlàndia, el 20 de novembre 1867. El seu fill Mijaíl Petróvich i el seu nebot Mijaíl Konstantínovich, van seguir la tradició familiar artística i es van convertir en pintors del moviment realista dels Peredvíjniki.

## Obres importants

### Arc de Triomf de Narva
Va representar un gran impuls per a la seva carrera, l'encàrrec rebut de les autoritats governamentals per realitzar, al costat d'altres escultors experimentats com Stepan Pimenov i Vassili Demut-Malinovski, la decoració escultòrica de l'Arc de triomf de Narva. A l'àtic de l'arc es col·locaria el carro de la deessa Fama tirat per sis cavalls, dels quals Klodt va fer els models en coure forjat en 1833. Els cavalls de Klodt tenien la particularitat d'estar recolzats només en les potes de darrere fent l'efecte de força i velocitat.
Després de completar aquest treball, l'autor va obtenir fama en tot el món i va rebre el patrocini de Nicolau I.

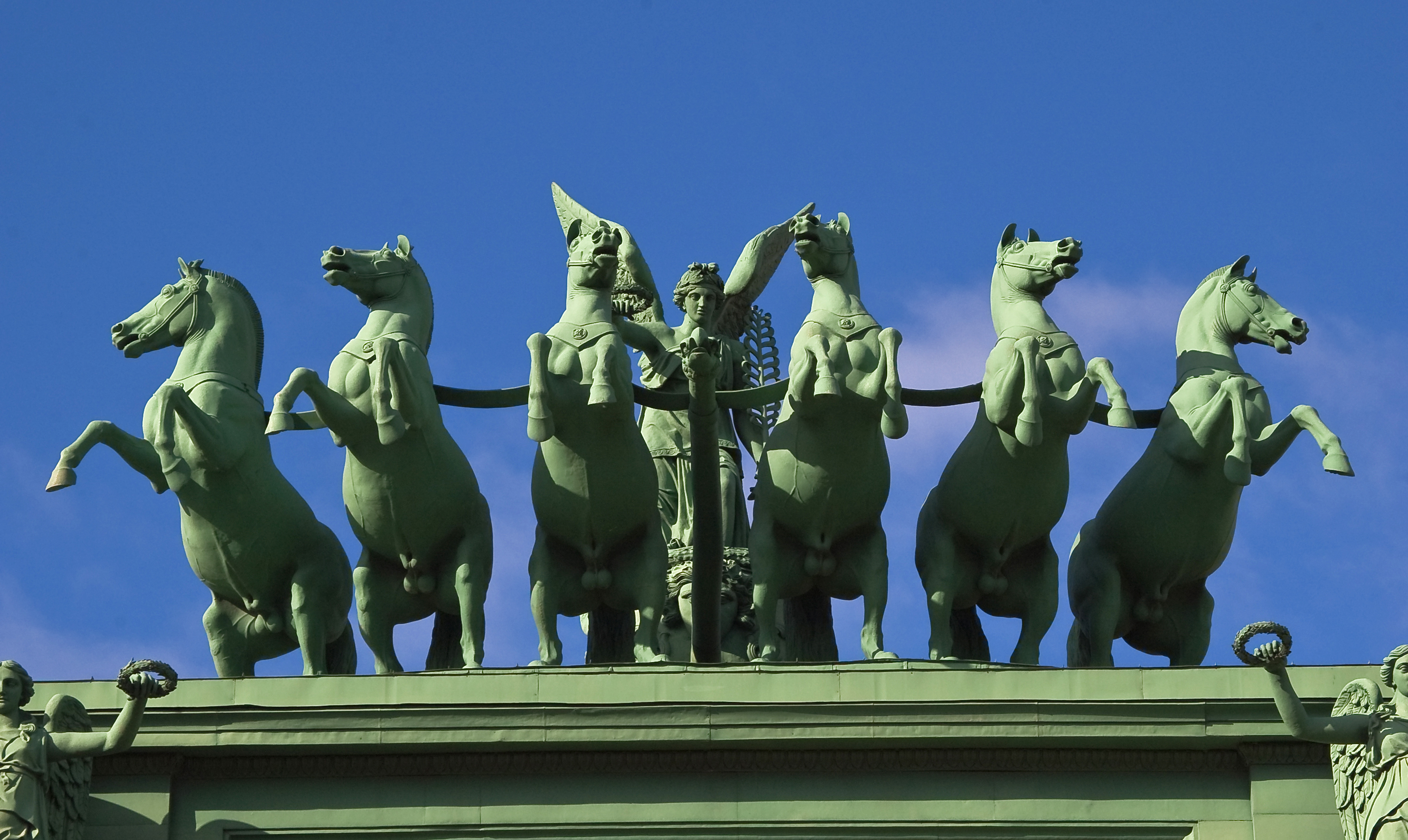

### Cavalls del Pont Anítxkov
A la fi de 1832 o començament de 1833, l'escultor va rebre un nou contracte del govern per portar a terme dos grups escultòrics per decorar el moll de l'Almirall del Ministeri de Marina. L'estiu de 1833 Klodt va fer el model per al projecte, i a l'agost del mateix any, el model va ser aprovat per l'emperador i presentat per a la seva discussió a l'Acadèmia Imperial de les Arts.
Els membres del Consell Acadèmic van expressar plena satisfacció pel treball de l'escultor i es va decidir portar a terme els dos primers grups en la seva totalitat.
Klodt va cridar l'atenció sobre el projecte de reestructuració del pont Anítxkov a Sant Petersburg i es va oferir a posar les escultures que no havien estat col·locades al moll de l'Almirall del Ministeri de Marina, i transferir-les al Pont Anítxkov.
La proposta va ser aprovada i el nou projecte va consistir en la instal·lació, de dos amb dos, de quatre escultures sobre pedestals en els costats est i oest del pont. La temàtica deriva dels marbres colossals romans, sovint identificats amb els Castor i Pòlux, ubicats al Quirinal, Roma. Les escultures mostren a quatre homes nus domant cavalls salvatges.

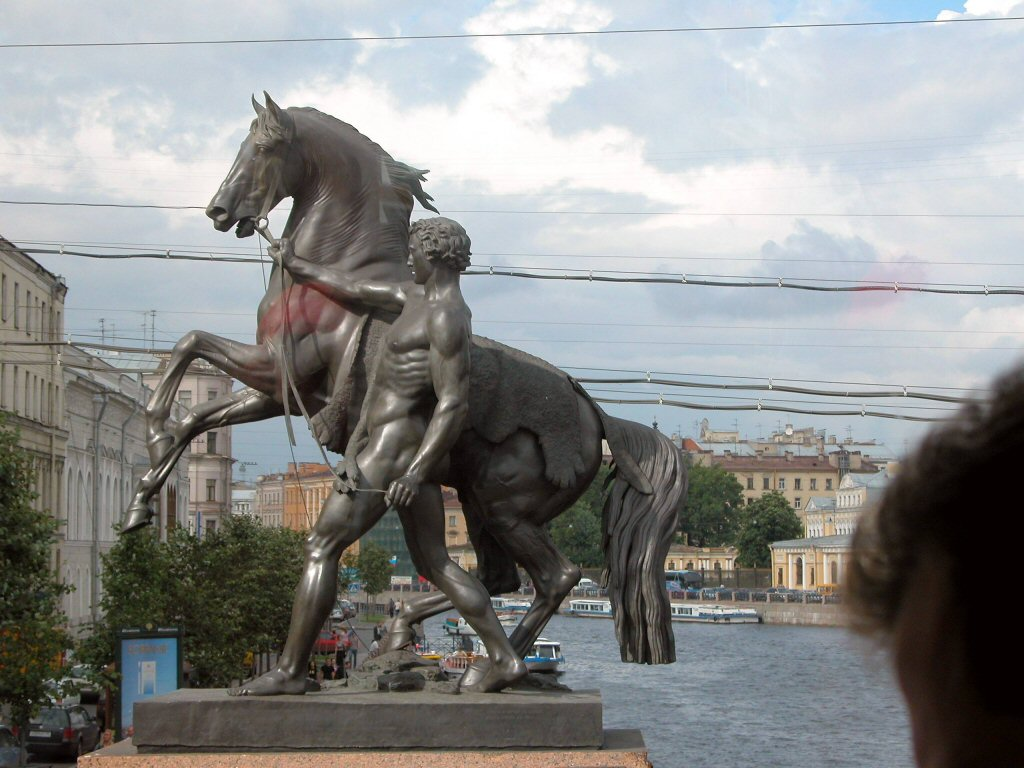
Primera composició
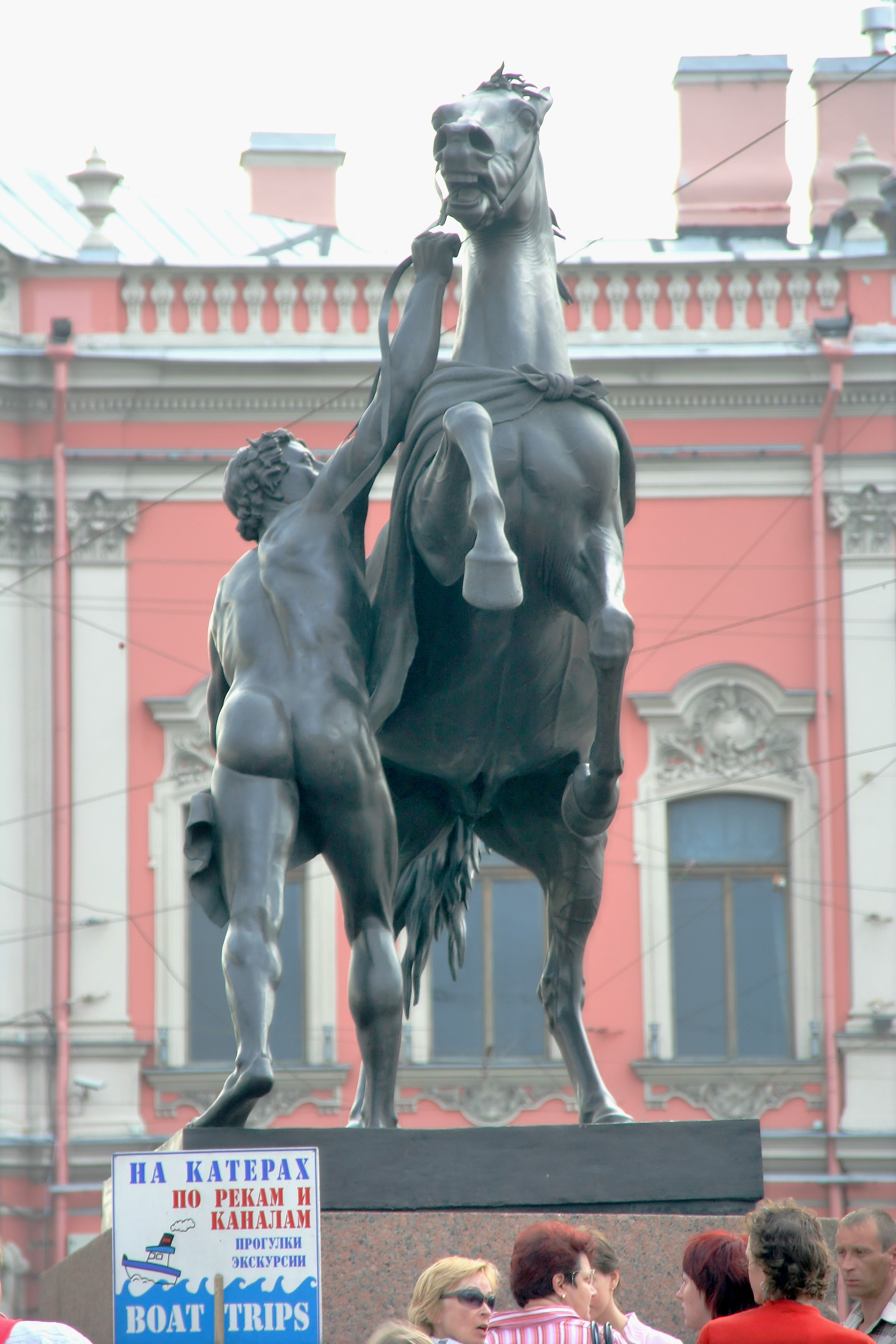
Segona composició
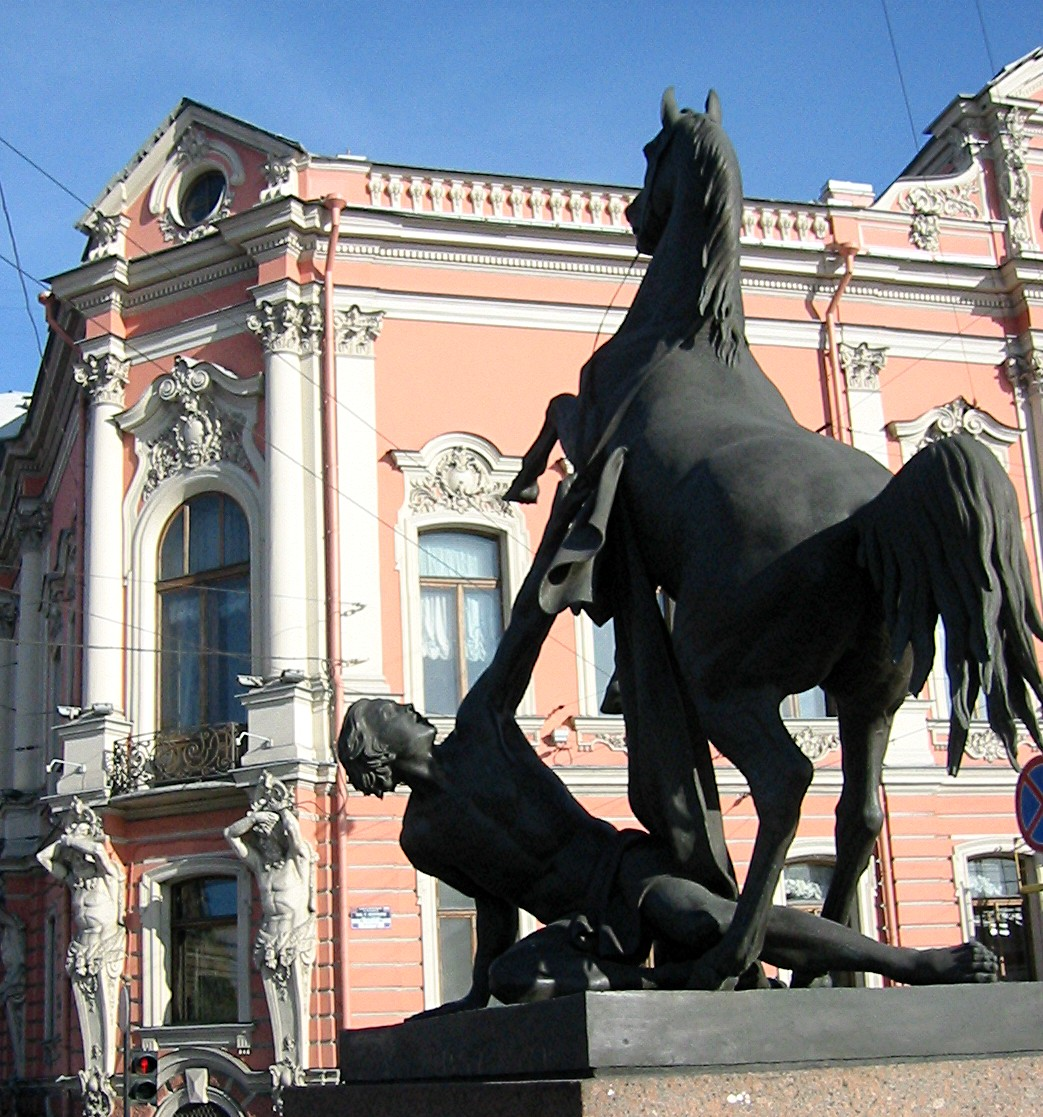
Tercera composició
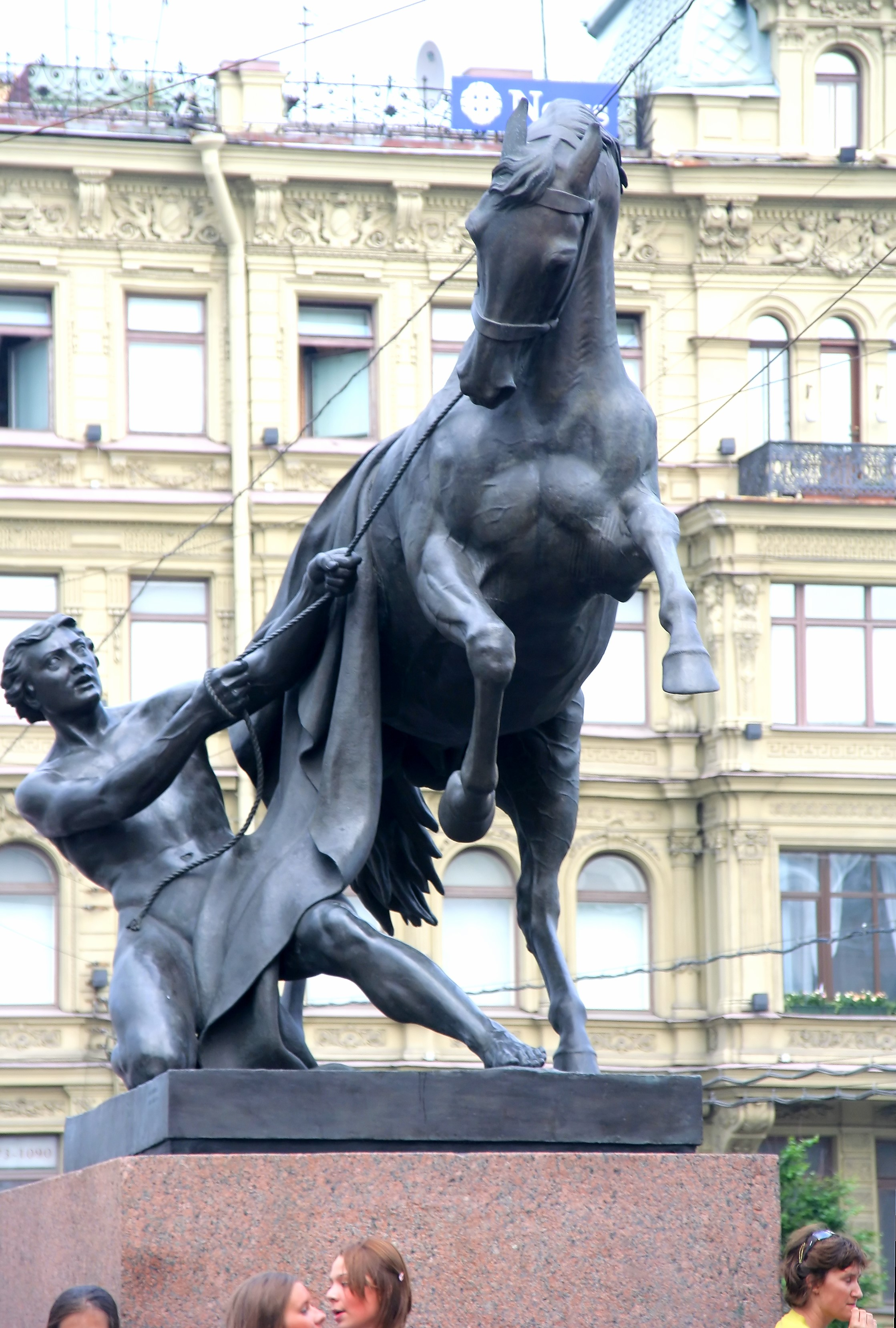
Quarta composició

### Monument a Ivan Krilov
El monument a Ivan Krilov va ser erigit el 1855 a prop de l'avinguda principal del jardí d'estiu a Sant Petersburg. És una estàtua de bronze del faulista assegut.
Per subscripció popular de tota Rússia, organitzat amb el permís dels més alts càrrecs, se'n van recollir més de 30 mil rubles el 1848. El concurs va ser anunciat per l'Acadèmia d'Arts i hi van participar destacats escultors de l'època.
El concurs va ser guanyat pel projecte del famós escultor Baron von Klodt. L'esbós inicial es va fer a la manera de la tradició monumental de l'antiguitat: el poderós poeta amb toga romana amb el pit a l'aire. Klodt va posar la figura de bronze del faulista en un pedestal de granit, decorada amb imatges de bronze de persones i animals, els personatges de les faules de Krilov.

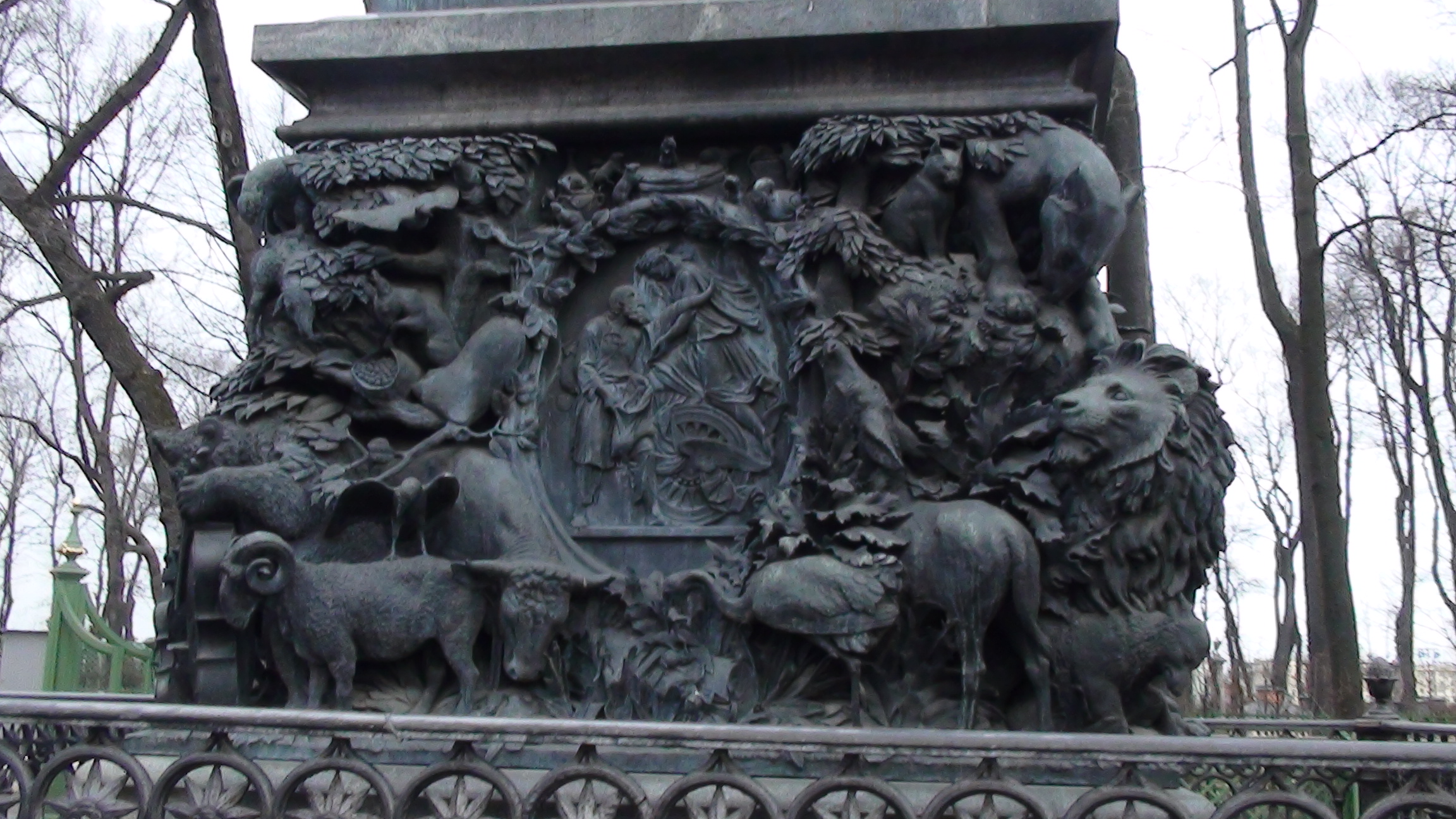
Detall d'un relleu de la base
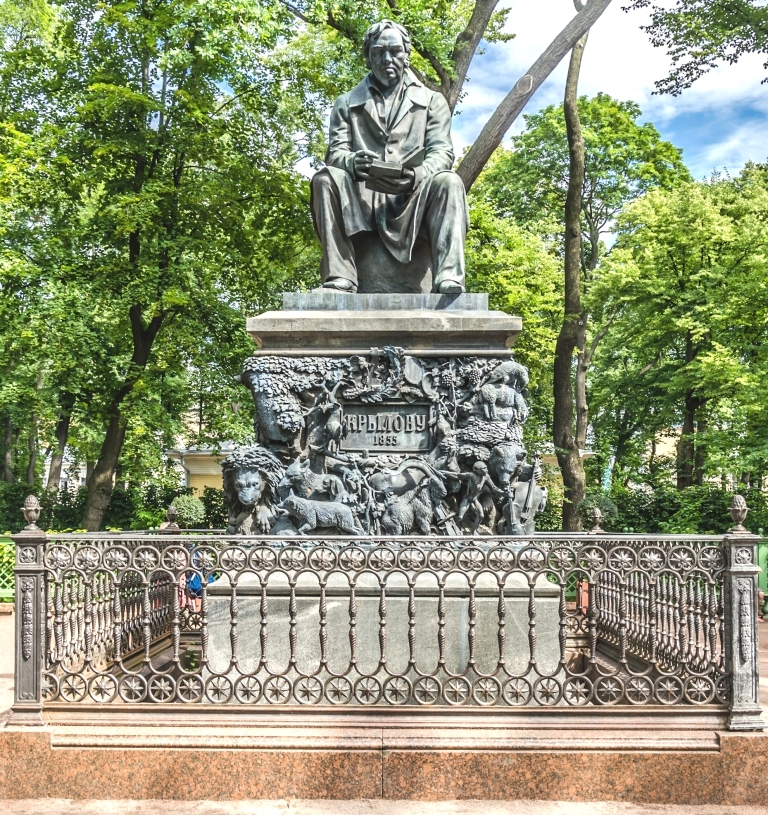
Monument a Krilov
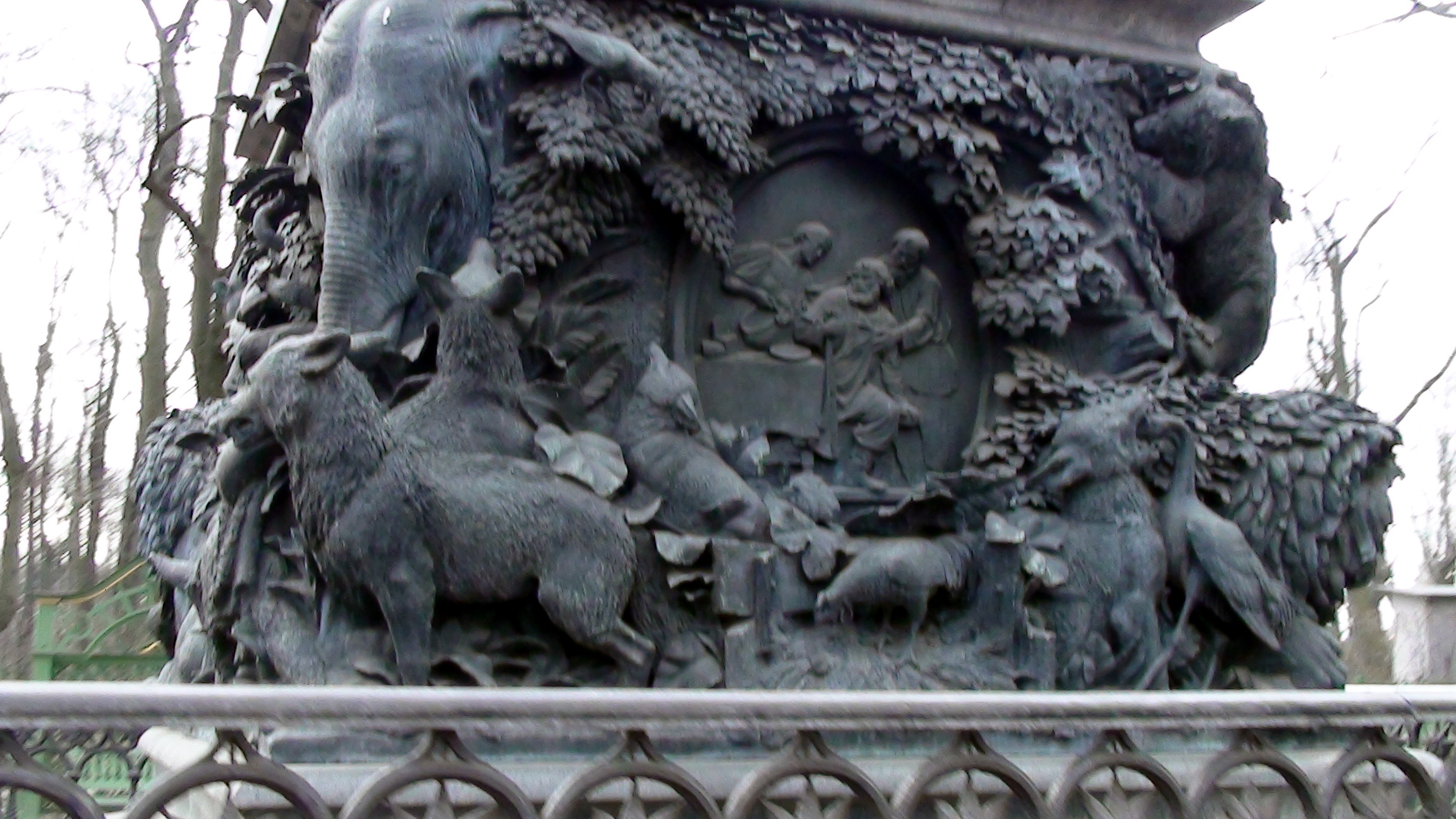
Detall d'un relleu de la base

### Monument a Sant Vladimir
El Monument a Sant Vladimir, erigit a Kiev, està dedicat al Gran Príncep Vladímir I de Kíev i es va construir el 1853. És el monument escultòric més antic, situat en les riberes del Dnièper i és un dels símbols de la ciutat.
L'estàtua de bronze del responsable la cristianització de l'estat de la Rus de Kiev que es representa amb capa, una gran Cruz a la mà dreta i el barret de Gran Príncep a l'esquerra, fa 4.4 m d'alt i es troba sobre un pedestal d'uns 16 m d'alçada amb forma de capella octogonal en estil pseudobizantí, en un estilobat quadrat. El pedestal de maó i l'estilobat estan revestides amb plaques de ferro colat. L'alçada total del monument és de 20,4 m.
Iniciat per Vassili Demut-Malinovski, el monument va ser acabat per Peter von Clodt Jürgensburg el 1853.

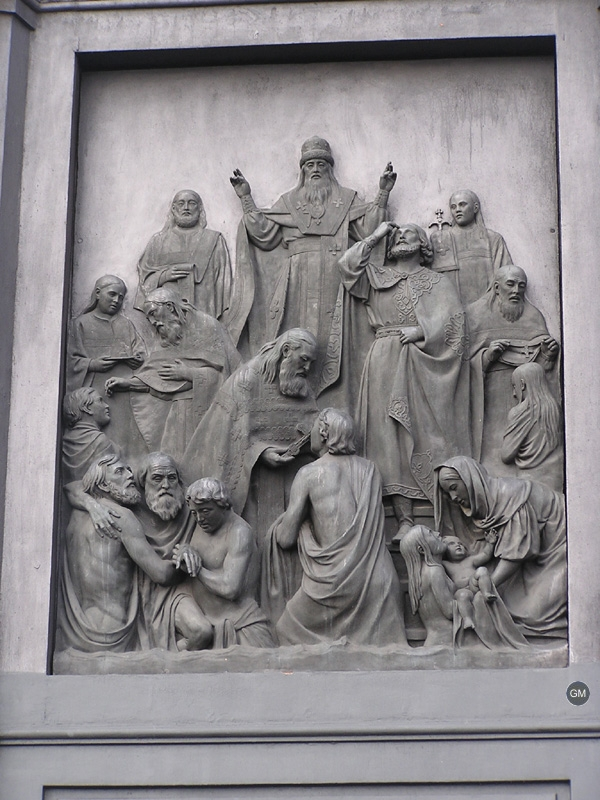
Relleu
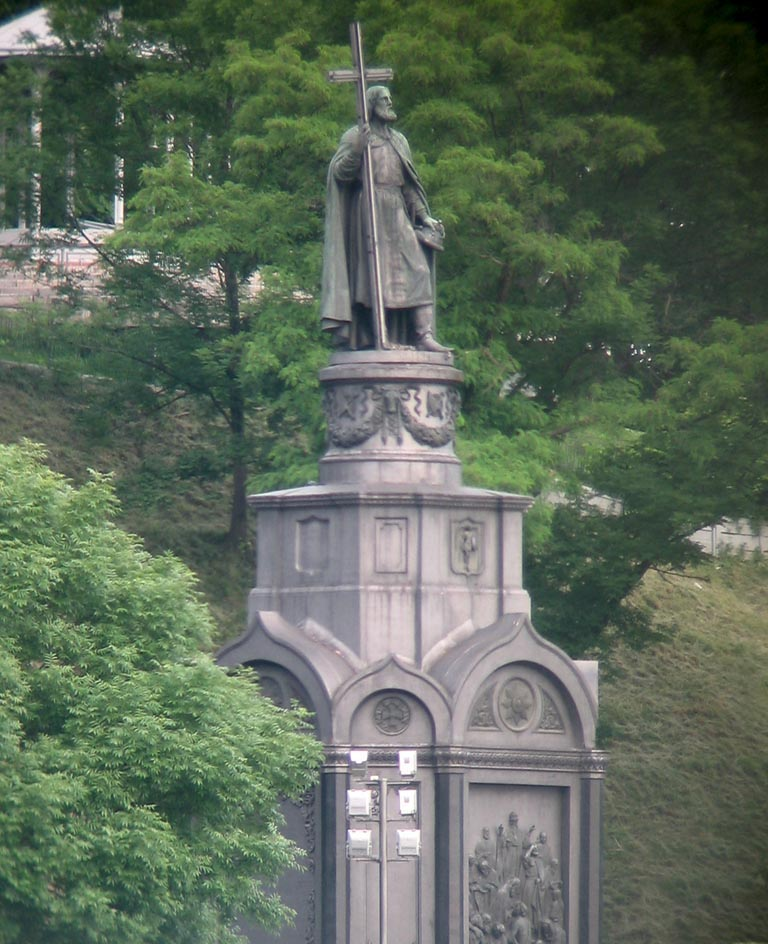
Sant Vladimir (1853, Kíev)
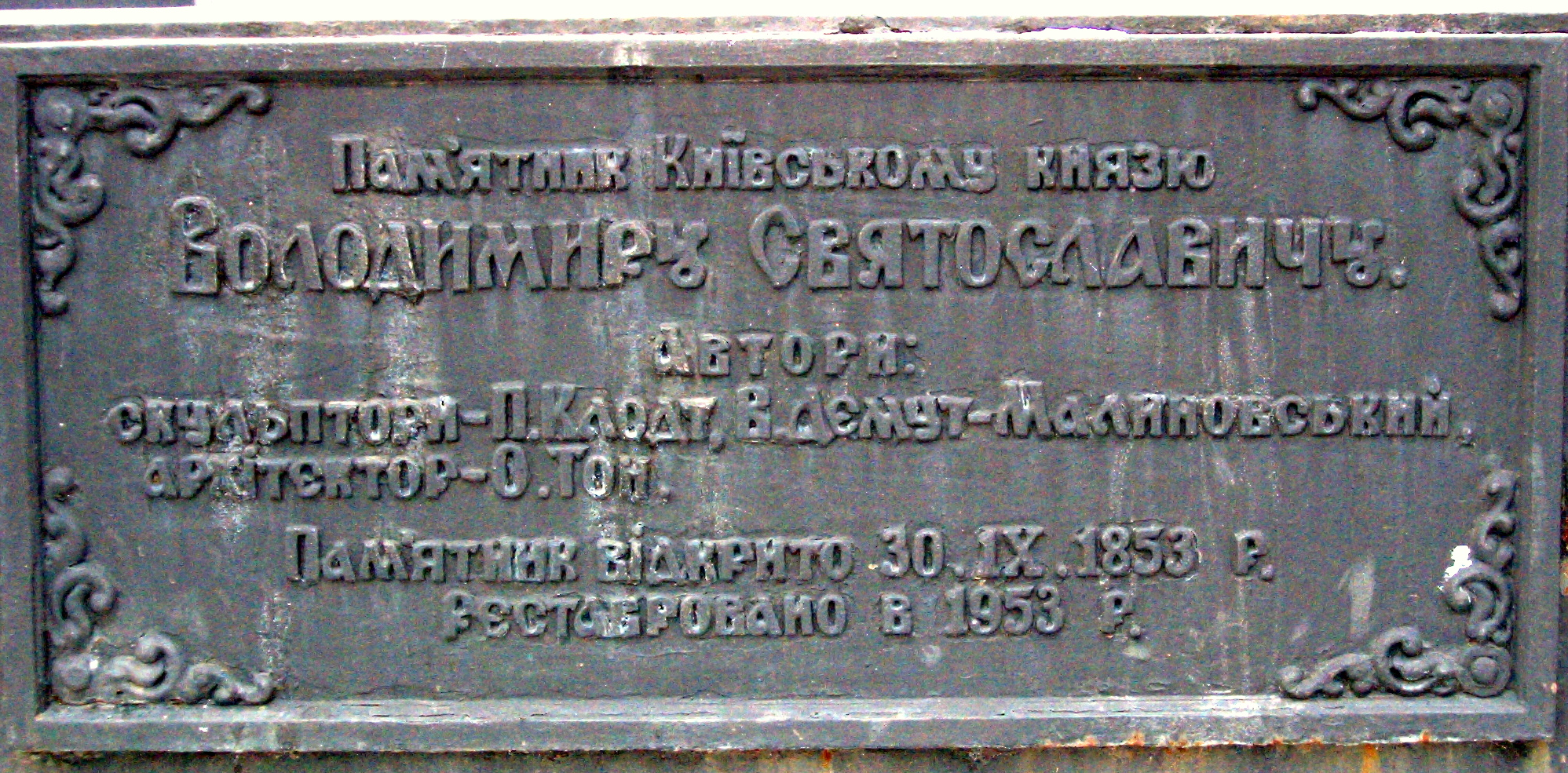
Placa

### Monument a Nicolau I
El monument, per a la seva instal·lació a la plaça de Sant Isaac a Sant Petersburg, va ser dissenyat per August de Montferrand, en 1856-1859. Dissenyat com a centre del conjunt arquitectònic d'una àmplia zona entre el Palau Mariinski i la Catedral de Sant Isaac.
Sobre el disseny del monument van treballar diversos escultors, Clodt va crear la figura de l'emperador. Al pedestal van intervenir els escultors: Nikolai Ramazanov, creador de tres baixos relleus de la base. Robert Zaleman va realitzar quatre figures femenines al·legòriques als anys 1856-1858, la "Fortitud", la "Saviesa", la "Justícia" i la "Fe", i un baix relleu al mateix pedestal, que representa l'oferiment del Comte Mikhail Speranski del Codi a l'emperador.
La part superior de la composició és la figura eqüestre de l'emperador. L'esbòs original, creat per Clodt, era un genet sobre un cavall en repòs. També l'autor, amb l'ajut de les expressions facials i gests, ho va planificar per reflectir el caràcter de l'emperador, però aquesta opció va ser rebutjada per Montferrand per la raó que no responia al projecte original en la unificació del conjunt espacial.
L'escultor va crear un nou croquis. En ell, va abandonar el pla per caracteritzar el personatge i va interpretar el cavall en moviment, recolzant-se únicament en les potes posteriors. Aquesta positura del cavall amb la gran figura de l'emperador damunt suposava un repte. Calia calcular amb precisió el pes de les figures que se sostenen únicament en dos punts de suport. Aquesta versió va ser acceptada per l'arquitecte i es va construir en bronze.

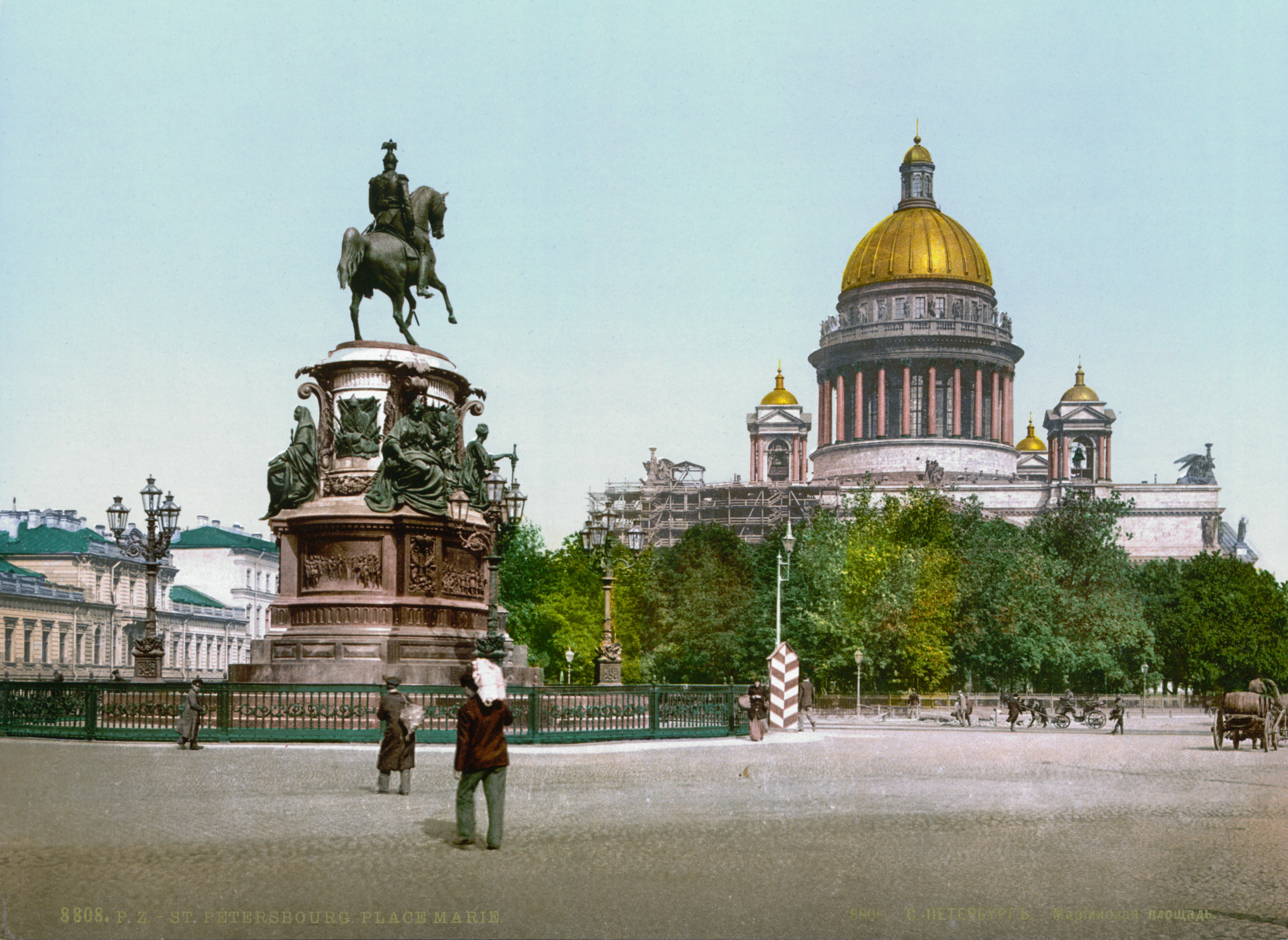
Monument a Nicolau I a la plaça de Sant Isaac
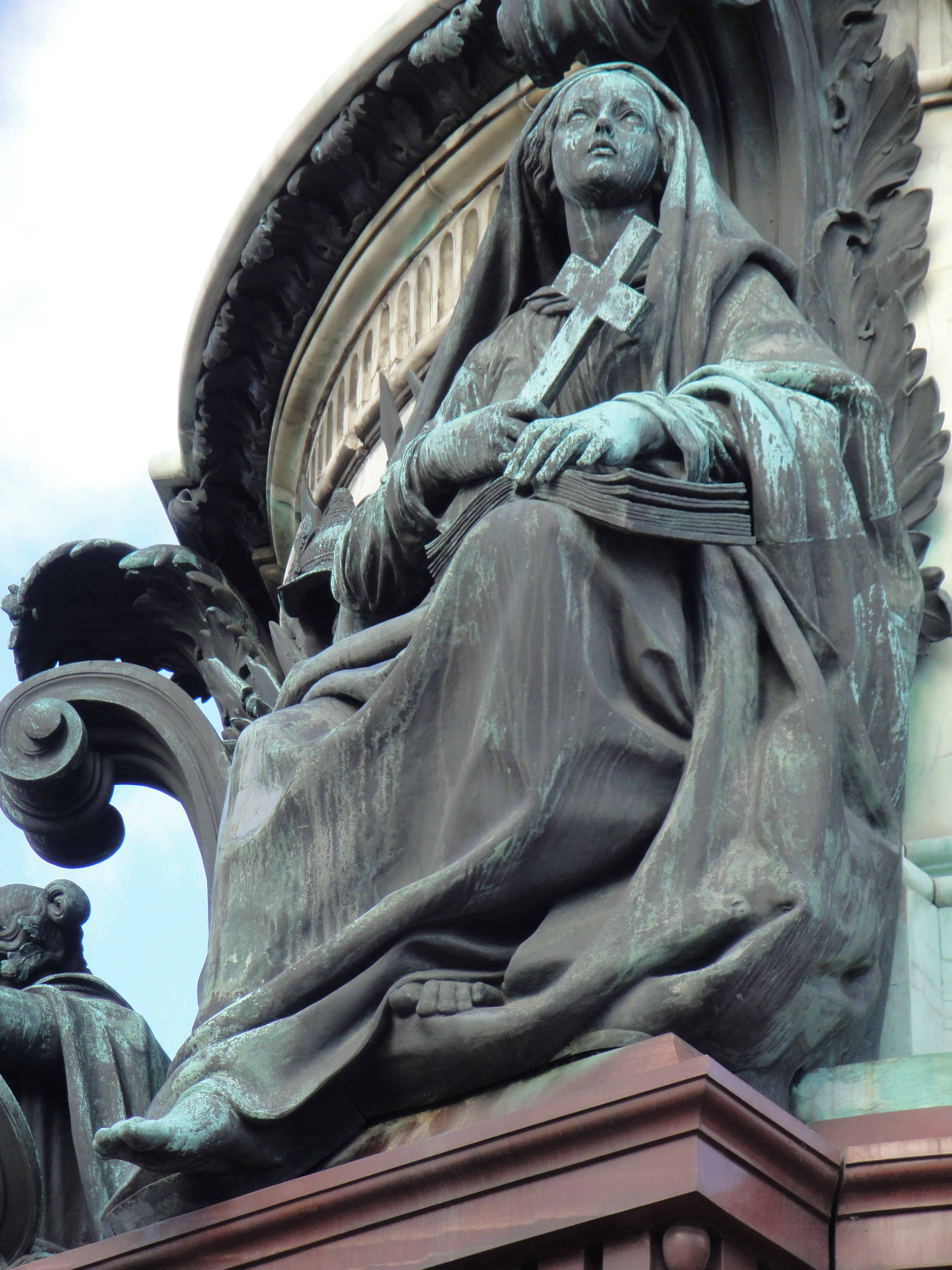
La Fe
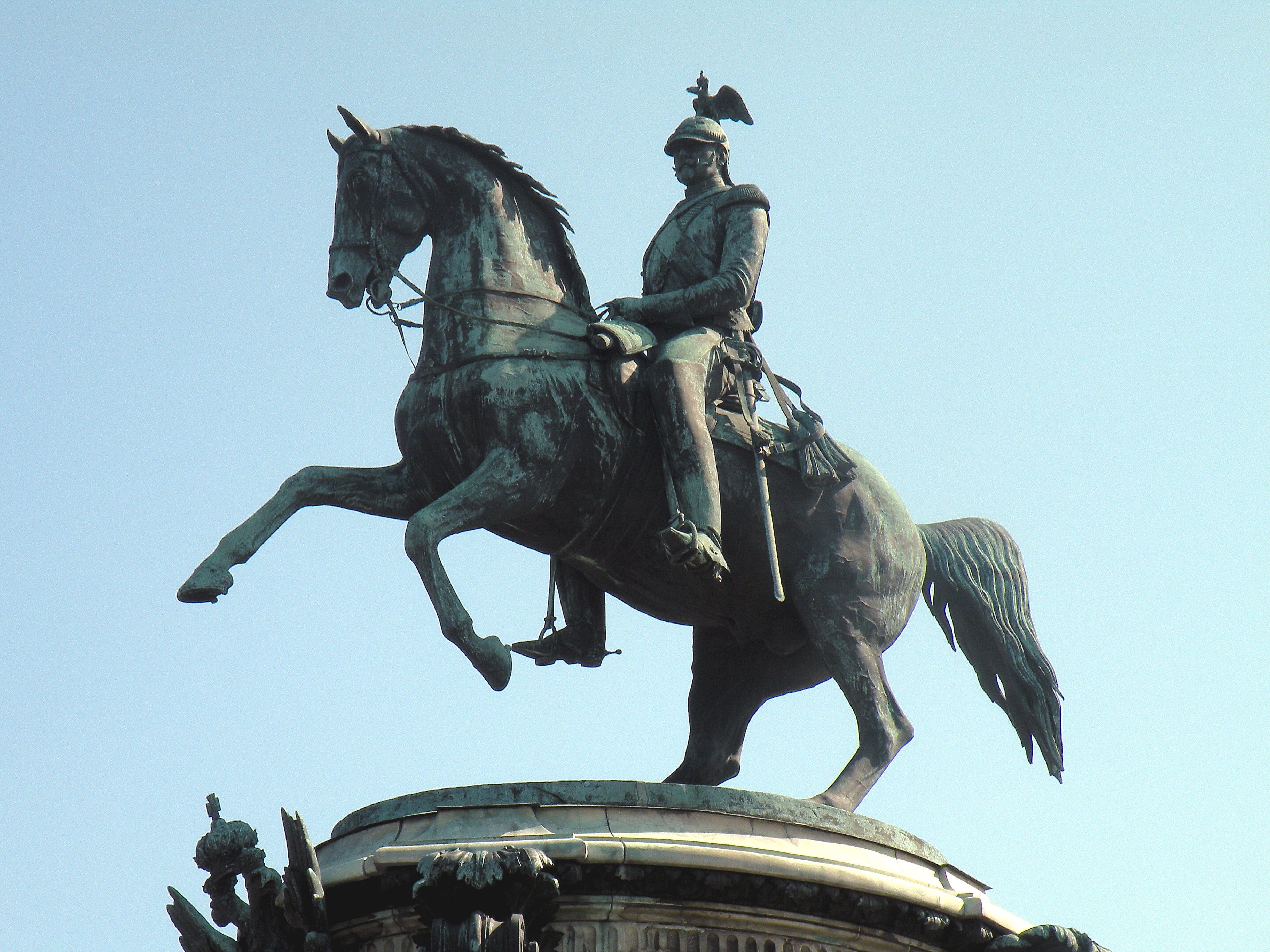
Nicolau I a cavall
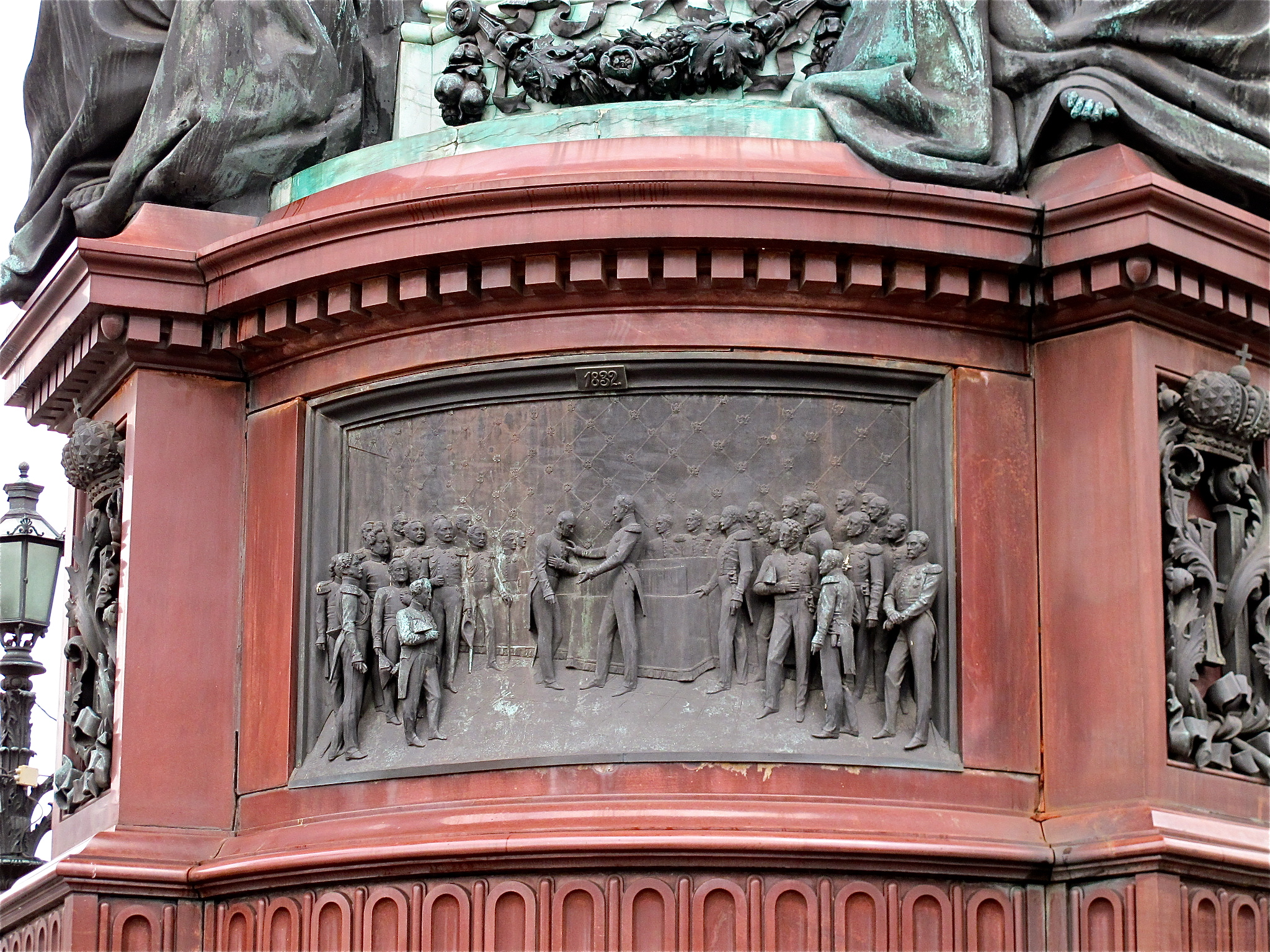
Relleu del pedestal